# Вилоу Сити (Северна Дакота)
Вилоу Сити (енгл. Willow City) град је у америчкој савезној држави Северна Дакота.

## Демографија
По попису из 2010. године број становника је 163, што је 58 (-26,2%) становника мање него 2000. године.
| Група             | 2000.       | 2010.       |
| Белци             | 204 (92,3%) | 154 (94,5%) |
| Афроамериканци    | 2 (0,9%)    | 1 (0,6%)    |
| Азијати           | 0 (0,0%)    | 0 (0,0%)    |
| Хиспаноамериканци | 0 (0,0%)    | 1 (0,6%)    |
| Укупно            | 221         | 163         |